# Pshikuijabl
Pshikuijabl (del ruso: Пшикуйхабль) es un aúl del raión de Teuchezh en la república de Adiguesia de Rusia. Está situado 6 km al norte de Ponezhukái, a orillas del embalse de Krasnodar, 70 km al noroeste de Maikop, la capital de la república. Tenía 281 habitantes de 2010
Pertenece al municipio Ponezhukáiskoye.

## Historia
El aul fue fundado en 1850